# Nottingham Forest Football Club 2014-2015
Questa voce raccoglie le informazioni riguardanti il Nottingham Forest Football Club nelle competizioni ufficiali della stagione 2014–2015.

## Stagione
La stagione 2014-2015 è la 149ª del Nottingham Forest e la settima consecutiva in Championship dalla sua promozione nella stagione 2007–08. Questa stagione vide il ritorno di Stuart Pearce sulla panchina dei Reds come capo allenatore, venendo però rimpiazzato da Dougie Freedman il 1 Febbraio 2015. Il Forest termina la stagione al quattordicesimo posto, lontano dalla zona playoff.
Oltre alla partecipazione in Championship, il Nottingham Forest è stato inaspettatamente eliminato al terzo turno di FA Cup da parte del Rochdale, squadra di League One, terzo turno raggiunto anche in League Cup, perdendo a White Hart Lane contro il Tottenham.

## Maglie e sponsor
Lo sponsor tecnico per la stagione 2014-2015 è la tedesca Adidas, mentre lo sponsor ufficiale è la Fawaz International Refrigeration & Air Conditioning Company, sponsor che però compare solamente sulla terza maglia dei Reds.
|  | Manica sinistra · Manica sinistra · Maglietta · Maglietta · Manica destra · Manica destra · Pantaloncini · Pantaloncini · Calzettoni · Calzettoni | Manica sinistra · Manica sinistra · Maglietta · Maglietta · Manica destra · Manica destra · Pantaloncini · Pantaloncini · Calzettoni · Calzettoni | Manica sinistra · Manica sinistra · Maglietta · Maglietta · Manica destra · Manica destra · Pantaloncini · Pantaloncini · Calzettoni · Calzettoni |

## Rosa
Rosa e numerazione sono aggiornati al 27 Aprile 2015.
| N. |                         | Ruolo | Calciatore                |
| -- | ----------------------- | ----- | ------------------------- |
| 1  | Inghilterra (bandiera)  | P     | Karl Darlow               |
| 2  | Stati Uniti (bandiera)  | D     | Eric Lichaj               |
| 4  | Inghilterra (bandiera)  | D     | Michael Mancienne         |
| 5  | Galles (bandiera)       | D     | Danny Collins             |
| 6  | Inghilterra (bandiera)  | D     | Kelvin Wilson             |
| 7  | Inghilterra (bandiera)  | A     | Matty Fryatt              |
| 8  | Inghilterra (bandiera)  | C     | Chris Cohen (capitano)    |
| 9  | RD del Congo (bandiera) | A     | Britt Assombalonga        |
| 10 | Inghilterra (bandiera)  | C     | Henri Lansbury            |
| 11 | Irlanda (bandiera)      | C     | Andy Reid (vice capitano) |
| 13 | Scozia (bandiera)       | D     | Daniel Fox                |
| 14 | Paesi Bassi (bandiera)  | A     | Lars Veldwijk             |
| 16 | Inghilterra (bandiera)  | D     | Jamaal Lascelles          |
| 17 | Inghilterra (bandiera)  | D     | Todd Kane                 |

| N. |                              | Ruolo | Calciatore        |
| -- | ---------------------------- | ----- | ----------------- |
| 18 | Inghilterra (bandiera)       | C     | Michail Antonio   |
| 21 | Inghilterra (bandiera)       | C     | Jamie Paterson    |
| 22 | Inghilterra (bandiera)       | C     | Gary Gardner      |
| 23 | Antigua e Barbuda (bandiera) | A     | Dexter Blackstock |
| 24 | Galles (bandiera)            | C     | David Vaughan     |
| 25 | Inghilterra (bandiera)       | D     | Jack Hobbs        |
| 26 | Bulgaria (bandiera)          | P     | Dimităr Evtimov   |
| 27 | Scozia (bandiera)            | C     | Chris Burke       |
| 29 | Paesi Bassi (bandiera)       | P     | Dorus de Vries    |
| 31 | Inghilterra (bandiera)       | A     | Chuba Akpom       |
| 34 | Inghilterra (bandiera)       | A     | Tyler Walker      |
| 37 | Inghilterra (bandiera)       | C     | Jorge Grant       |
| 38 | Inghilterra (bandiera)       | C     | Ben Osborn        |

### Giocatori ceduti a stagione in corso
| N. |                        | Ruolo | Calciatore         |
| -- | ---------------------- | ----- | ------------------ |
| 3  | Inghilterra (bandiera) | D     | Dan Harding        |
| 15 | Inghilterra (bandiera) | D     | Greg Halford       |
| 20 | Inghilterra (bandiera) | D     | Louis Laing        |
| 30 | Irlanda (bandiera)     | C     | Stephen McLaughlin |

| N. |                     | Ruolo | Calciatore    |
| -- | ------------------- | ----- | ------------- |
| 32 | Germania (bandiera) | C     | Robert Tesche |
| 35 | Scozia (bandiera)   | C     | Oliver Burke  |
| 39 | Algeria (bandiera)  | C     | Djamel Abdoun |

## Calciomercato

### Sessione estiva
| Acquisti | Acquisti           | Acquisti         | Acquisti                            |
| R.       | Nome               | da               | Modalità                            |
| -------- | ------------------ | ---------------- | ----------------------------------- |
| D        | Danny Fox          | Southampton      | svincolato                          |
| A        | Lars Veldwijk      | Excelsior        | definitivo                          |
| A        | Matty Fryatt       | Hull City        | svincolato                          |
| D        | Louis Laing        | Sunderland       | svincolato                          |
| C        | David Vaughan      | Sunderland       | svincolato                          |
| D        | Roger Riera        | Barcellona       | svincolato                          |
| D        | Michael Mancienne  | Amburgo          | definitivo                          |
| D        | Jack Hunt          | Crystal Palace   | prestito (fino al 31 Dicembre 2014) |
| M        | Chris Burke        | Birmingham City  | svincolato                          |
| C        | Michail Antonio    | Sheffield Weds   | definitivo (1,5 milioni £)          |
| A        | Britt Assombalonga | Peterborough Utd | definitivo (5,5 milioni £)          |
| P        | Karl Darlow        | Newcastle Utd    | prestito (fino al 30 Giugno 2015)   |
| D        | Jamaal Lascelles   | Newcastle Utd    | prestito (fino al 30 Giugno 2015)   |
| C        | Robert Tesche      | Amburgo          | svincolato                          |

| Cessioni | Cessioni          | Cessioni          | Cessioni                          |
| R.       | Nome              | a                 | Modalità                          |
| -------- | ----------------- | ----------------- | --------------------------------- |
| A        | Matt Derbyshire   | Rotherham Utd     | svincolato                        |
| C        | Simon Gillett     | Yeovil Town       | svincolato                        |
| C        | Jonathan Greening | Tadcaster Albion  | svincolato                        |
| D        | Gonzalo Jara      | Magonza           | svincolato                        |
| A        | Ishmael Miller    | Blackpool         | svincolato                        |
| C        | Guy Moussi        | Birmingham City   | svincolato                        |
| A        | Marcus Tudgay     | Coventry City     | svincolato                        |
| A        | Rafik Djebbour    | APOEL             | mutuo consenso                    |
| M        | Radosław Majewski | Huddersfield Town | prestito (fino al 30 Giugno 2015) |
| A        | Darius Henderson  | Leyton Orient     | mutuo consenso                    |
| A        | Simon Cox         | Reading           | definitivo                        |
| A        | Jamie Mackie      | Reading           | prestito (fino al 30 Giugno 2015) |
| P        | Karl Darlow       | Newcastle Utd     | definitivo                        |
| D        | Jamaal Lascelles  | Newcastle Utd     | definitivo                        |
| P        | Dimităr Evtimov   | Mansfield Town    | prestito (fino al 3 Gennaio 2015) |
| A        | James Demetriou   | Swansea City      | cessione gratuita                 |

1. ↑  Dopo il suo svincolo, Derbyshire firma con il Rotherham United il 30 Maggio 2014.
2. ↑  Dopo il suo svincolo, Gillett firma con il Yeovil Town il 7 Agosto 2014.
3. ↑  Dopo il suo svincolo, Greening firma con il Tadcaster Albion il 19 Settembre 2014.
4. ↑  Dopo il suo svincolo, Jara firma con il Mainz il 16 Luglio 2014.
5. ↑  Dopo il suo svincolo, Miller firma con il Blackpool il 6 Agosto 2014.
6. ↑  Dopo il suo svincolo, Moussi firma con il Birmingham City il 20 Novembre 2014.
7. ↑  Dopo il suo svincolo, Tudgay firma con il Coventry City il 29 Luglio 2014.
8. ↑  Dopo il suo svincolo, Djebbour firma con l'APOEL Nicosia il 5 Agosto 2014.
9. ↑  Dopo il suo svincolo, Henderson firma con il Leyton Orient il 1º Agosto 2014.

### Trasferimenti dopo la sessione estiva
| Acquisti | Acquisti | Acquisti  | Acquisti                            |
| R.       | Nome     | da        | Modalità                            |
| -------- | -------- | --------- | ----------------------------------- |
| C        | Tom Ince | Hull City | prestito (fino al 22 Dicembre 2014) |

| Cessioni | Cessioni           | Cessioni     | Cessioni                            |
| R.       | Nome               | a            | Modalità                            |
| -------- | ------------------ | ------------ | ----------------------------------- |
| D        | Louis Laing        | Notts County | prestito (fino al 13 Dicembre 2014) |
| C        | Stephen McLaughlin | Notts County | prestito (fino al 30 Dicembre 2014) |
| D        | Greg Halford       | Brighton     | prestito (fino al 30 Giugno 2015)   |

### Sessione invernale
| Acquisti | Acquisti     | Acquisti    | Acquisti                          |
| R.       | Nome         | da          | Modalità                          |
| -------- | ------------ | ----------- | --------------------------------- |
| D        | Todd Kane    | Chelsea     | prestito (fino al 30 Giugno 2015) |
| C        | Gary Gardner | Aston Villa | prestito (fino al 30 Giugno 2015) |

| Cessioni | Cessioni      | Cessioni   | Cessioni                          |
| R.       | Nome          | a          | Modalità                          |
| -------- | ------------- | ---------- | --------------------------------- |
| D        | Dan Harding   | Millwall   | prestito (fino al 30 Giugno 2015) |
| D        | Louis Laing   | Motherwell | prestito (fino al 30 Giugno 2015) |
| C        | Djamel Abdoun | Lokeren    | prestito (fino al 30 Giugno 2015) |

### Trasferimenti dopo la sessione invernale
| Acquisti | Acquisti     | Acquisti     | Acquisti                          |
| R.       | Nome         | da           | Modalità                          |
| -------- | ------------ | ------------ | --------------------------------- |
| M        | Modou Barrow | Swansea City | prestito (fino al 25 Aprile 2015) |
| A        | Chuba Akpom  | Arsenal      | prestito (fino al 31 Maggio 2015) |

| Cessioni | Cessioni           | Cessioni        | Cessioni                          |
| R.       | Nome               | a               | Modalità                          |
| -------- | ------------------ | --------------- | --------------------------------- |
| M        | Oliver Burke       | Bradford City   | prestito (fino al 24 Marzo 2015)  |
| C        | Robert Tesche      | Birmingham City | prestito (fino al 30 Giugno 2015) |
| C        | Stephen McLaughlin | Southend Utd    | prestito (fino al 30 Giugno 2015) |

## Risultati

### Championship
| Arbitro: | Tony Harrington |

|                       |           |  |
| Antonio 25’ Burke 30’ | Marcatori |  |

| Arbitro: | Eddie Ilderton |

|                      |           |                              |
| Mason 4’ Wheater 29’ | Marcatori | 27’, 35’ (rig.) Assombalonga |

| Arbitro: | Kevin Friend |

|            |           |                             |
| Wilson 58’ | Marcatori | 67’ Assombalonga 72’ Fryatt |

| Arbitro: | Andy Woolmer |

|                                              |           |  |
| Antonio 17’, 47’ Fryatt 53’ Assombalonga 64’ | Marcatori |  |

| Arbitro: | Graham Salisbury |

|  |           |              |
|  | Marcatori | 37’ Lansbury |

| Arbitro: | Paul Tierney |

|                  |           |                               |
| Assombalonga 72’ | Marcatori | 57’, 87’ Buxton · 80’ Shotton |

| Arbitro: | Darren Deadman |

|                                                           |           |                                  |
| Assombalonga 9’, 21’ (rig.), 79’ Antonio 77’ Paterson 89’ | Marcatori | 31’, 65’ McCormack 51’ Rodallega |

| Londra 20 settembre 2014, ore 15:00 BST 8ª giornata | Millwall     | 0 – 0 referto | Nottingham Forest | The Den (12.038 spett.)\| Arbitro: \| Graham Scott \| |
| Arbitro:                                            | Graham Scott |               |                   |                                                       |

| Nottingham 27 settembre 2014, ore 15:00 BST 9ª giornata | Nottingham Forest | 0 – 0 referto | Brighton | City Ground (23.811 spett.)\| Arbitro: \| Robert Madley \| |
| Arbitro:                                                | Robert Madley     |               |          |                                                            |

| Wigan 30 settembre 2014, ore 19:45 BST 10ª giornata | Wigan        | 0 – 0 referto | Nottingham Forest | DW Stadium (14.078 spett.)\| Arbitro: \| Kevin Wright \| |
| Arbitro:                                            | Kevin Wright |               |                   |                                                          |

| Arbitro: | James Linington |

|                          |           |                 |
| Tesche 63’ Antonio 90+4’ | Marcatori | 19’, 71’ Murphy |

| Arbitro: | Mike Jones |

|                             |           |                  |
| Macheda 22’ Whittingham 27’ | Marcatori | 89’ Assombalonga |

| Arbitro: | Dean Whitestone |

|                             |           |                  |
| Ighalo 29’ Vydra 52’ (rig.) | Marcatori | 31’, 67’ Antonio |

| Arbitro: | Oliver Langford |

|            |           |                                     |
| Fryatt 37’ | Marcatori | 66’ Baptiste 75’ Gestede 77’ Rhodes |

| Arbitro: | Andy Davies |

|                             |           |  |
| Lynch 1’ Wells 20’ Holt 54’ | Marcatori |  |

| Arbitro: | Mark Haywood |

|             |           |                                         |
| Antonio 82’ | Marcatori | 17’ Toral 35’ Gray 48’ (rig.) Pritchard |

| Arbitro: | Andrew Madley |

|                                 |           |            |
| Assombalonga 85’ Antonio 90'+3’ | Marcatori | 16’ Howson |

| Arbitro: | Paul Tierney |

|  |           |                                          |
|  | Marcatori | 65’ Assombalonga 68’ Fryatt 83’ Lansbury |

| Arbitro: | Geoff Eltringham |

|                                 |           |                      |
| Cotterill 10’ Caddis 89’ (rig.) | Marcatori | 84’ 88’ Assombalonga |

| Arbitro: | Kevin Wright |

|            |           |              |
| Tesche 59’ | Marcatori | 10’ Harriott |

| Rotherham 13 dicembre 2014, ore 15:00 GMT 21ª giornata | Rotherham Utd | 0 – 0 referto | Nottingham Forest | New York Stadium (11.228 spett.)\| Arbitro: \| Richard Clark \| |
| Arbitro:                                               | Richard Clark |               |                   |                                                                 |

| Arbitro: | Roger East |

|              |           |                  |
| Fryatt 45+1’ | Marcatori | 54’ (rig.) Sharp |

| Arbitro: | Scott Duncan |

|                                             |           |                 |
| Friend 53’ Vossen 79’ Leadbitter 88’ (rig.) | Marcatori | 54’, 67’ Wilson |

| Arbitro: | Simon Hooper |

|                     |           |                                  |
| Assombalonga 90'+1’ | Marcatori | 35’ Cotterill 38’, 45’ Donaldson |

| Arbitro: | Andy D'Urso |

|  |           |                     |
|  | Marcatori | 45’ Lee 50’ Maguire |

| Arbitro: | Andrew Madley |

|                     |           |                                |
| Lansbury 16’ (aut.) | Marcatori | 75’ Assombalonga 90'+2’ Osborn |

| Arbitro: | Andy Haines |

|                        |           |                      |
| McCormack 7’, 18’, 35’ | Marcatori | 45'+1’, 62’ Lansbury |

| Arbitro: | Mark Heywood |

|  |           |            |
|  | Marcatori | 83’ Fuller |

| Arbitro: | Christopher Sarginson |

|                    |           |                                     |
| Dunk 42’ Kayal 90’ | Marcatori | 44’ Collins 63’ Lansbury 86’ Osborn |

| Arbitro: | Oliver Langford |

|                                         |           |  |
| Assombalonga 33’ Burke 50’ Lansbury 61’ | Marcatori |  |

| Arbitro: | Lee Probert |

|                                                                             |           |                                                             |
| Aldred 40’, 77’ · Madine 45+1’ · Orlandi 66’ · Davies 73’ · Ferguson 90'+7’ | Marcatori | 68’ Blackstock 70’ Gardner 77’ (rig.) Lansbury 90'+5’ Burke |

| Arbitro: | Carl Boyeson |

|                                               |           |                                          |
| Burke 8’, 68’ Antonio 17’ Lansbury 65’ (rig.) | Marcatori | 44’, 47’ Mills · 45'+5’ (rig.) le Fondre |

| Arbitro: | Nigel Miller |

|                            |           |           |
| Lascelles 21’ Lansbury 44’ | Marcatori | 3’ Surman |

| Arbitro: | Mick Russell |

|  |           |                                   |
|  | Marcatori | 56’ Osborn 70’ Fryatt 80’ Gardner |

| Arbitro: | Simon Hooper |

|               |           |             |
| Bulot 7’, 38’ | Marcatori | 14’ Antonio |

| Arbitro: | Jonathan Moss |

|                            |           |                |
| Gardner 34’ Blackstock 65’ | Marcatori | 27’ Leadbitter |

| Leeds 14 marzo 2015, ore 15:00 GMT 37ª giornata | Leeds Utd  | 0 – 0 referto | Nottingham Forest | Elland Road (30.722 spett.)\| Arbitro: \| Keith Hill \| |
| Arbitro:                                        | Keith Hill |               |                   |                                                         |

| Arbitro: | Michael Bull |

|                            |           |  |
| Blackstock 43’ Antonio 45’ | Marcatori |  |

| Arbitro: | James Linington |

|                                              |           |           |
| Howson 45'+1’ Jerome 56’ Hoolahan 59’ (rig.) | Marcatori | 76’ Burke |

| Arbitro: | Andy D'Urso |

|                   |           |                           |
| Blackstock 90'+4’ | Marcatori | 46’ Afobe 72’ (rig.) Sako |

| Arbitro: | David Webb |

|                      |           |                     |
| Gray 80’ Jota 90'+5’ | Marcatori | 61’ Walker 77’ Kane |

| Arbitro: | Darren Deadman |

|  |           |              |
|  | Marcatori | 43’ Scannell |

| Arbitro: | Paul Tierney |

|                          |           |                                 |
| Wilson 60’ · Gardner 72’ | Marcatori | 4’ Ighalo 41’ Connolly 87’ Abdi |

| Arbitro: | Andy Haines |

|                      |           |                              |
| Gestede 3’, 35’, 82’ | Marcatori | 7’, 88’ Antonio 45’ Lansbury |

| Arbitro: | Graham Salisbury |

|                      |           |                  |
| Murphy 22’ Sears 83’ | Marcatori | 53’ (aut.) Berra |

| Arbitro: | Peter Bankes |

|                   |           |                                      |
| Blackstock 90'+1’ | Marcatori | 14’ Ralls · 24’ Doyle · 76’ Marshall |

### FA Cup
| Arbitro: | Gary Sutton |

|                     |           |  |
| Vincenti 12’ (rig.) | Marcatori |  |

### League Cup
| Arbitro: | David Webb |

|  |           |                                  |
|  | Marcatori | 12’ Antonio · 45’, 53’ Mancienne |

| Arbitro: | Mark Brown |

|  |           |                                 |
|  | Marcatori | 72’ (aut.) Vaughan 82’ Lansbury |

| Arbitro: | Andre Marriner |

|                                   |           |           |
| Mason 72’ Soldado 83’ Kane 90'+1’ | Marcatori | 61’ Grant |

## Statistiche

### Statistiche di squadra
Statistiche aggiornate al 3 Maggio 2015.
| Competizione        | Punti | In casa | In casa | In casa | In casa | In casa | In casa | In trasferta | In trasferta | In trasferta | In trasferta | In trasferta | In trasferta | Totale | Totale | Totale | Totale | Totale | Totale | D.R. |
| Competizione        | Punti | G       | V       | N       | P       | Gf      | Gs      | G            | V            | N            | P            | Gf           | Gs           | G      | V      | N      | P      | Gf     | Gs     | D.R. |
| ------------------- | ----- | ------- | ------- | ------- | ------- | ------- | ------- | ------------ | ------------ | ------------ | ------------ | ------------ | ------------ | ------ | ------ | ------ | ------ | ------ | ------ | ---- |
| Championship        | 59    | 23      | 9       | 5       | 9       | 37      | 32      | 23           | 6            | 9            | 8            | 34           | 37           | 46     | 15     | 14     | 17     | 71     | 69     | +2   |
| FA Cup              | -     | 0       | 0       | 0       | 0       | 0       | 0       | 1            | 0            | 0            | 1            | 0            | 1            | 1      | 0      | 0      | 1      | 0      | 1      | -1   |
| Football League Cup | -     | 0       | 0       | 0       | 0       | 0       | 0       | 3            | 2            | 0            | 1            | 4            | 3            | 3      | 2      | 0      | 1      | 4      | 3      | +1   |
| Totale              | 59    | 23      | 9       | 5       | 9       | 37      | 32      | 27           | 8            | 9            | 10           | 38           | 41           | 50     | 17     | 14     | 19     | 75     | 73     | +    |

### Andamento in campionato
| Giornata  | 1 | 2 | 3 | 4 | 5 | 6 | 7 | 8 | 9 | 10 | 11 | 12 | 13 | 14 | 15 | 16 | 17 | 18 | 19 | 20 | 21 | 22 | 23 | 24 | 25 | 26 | 27 | 28 | 29 | 30 | 31 | 32 | 33 | 34 | 35 | 36 | 37 | 38 | 39 | 40 | 41 | 42 | 43 | 44 | 45 | 46 |
| --------- | - | - | - | - | - | - | - | - | - | -- | -- | -- | -- | -- | -- | -- | -- | -- | -- | -- | -- | -- | -- | -- | -- | -- | -- | -- | -- | -- | -- | -- | -- | -- | -- | -- | -- | -- | -- | -- | -- | -- | -- | -- | -- | -- |
| Luogo     | C | T | T | C | T | C | C | T | C | T  | C  | T  | T  | C  | T  | C  | C  | T  | T  | C  | T  | C  | T  | C  | C  | T  | T  | C  | T  | C  | T  | C  | C  | T  | T  | C  | T  | C  | T  | C  | T  | C  | C  | T  | T  | C  |
| Risultato | V | N | V | V | V | N | V | N | N | N  | N  | P  | N  | P  | P  | P  | V  | V  | P  | N  | N  | N  | P  | P  | P  | V  | P  | P  | V  | V  | N  | V  | V  | V  | P  | V  | N  | V  | P  | P  | N  | P  | P  | N  | P  | P  |
| Posizione | 3 | 3 | 1 | 1 | 1 | 1 | 1 | 1 | 2 | 2  | 2  | 5  | 6  | 7  | 10 | 11 | 11 | 8  | 9  | 10 | 9  | 9  | 10 | 10 | 13 | 12 | 12 | 12 | 12 | 10 | 10 | 9  | 9  | 9  | 9  | 9  | 9  | 9  | 9  | 9  | 9  | 9  | 10 | 11 | 12 | 14 |

Fonte:  Nottingham Forest - Calendario 14/15, su transfermarkt.it, Transfermarkt. URL consultato l'11 maggio 2016.
Legenda:

Luogo: C = Casa; T = Trasferta. Risultato: V = Vittoria; N = Pareggio; P = Sconfitta.

### Statistiche dei giocatori
Statistiche aggiornate al 5 Maggio 2015.
| Giocatore       | Championship | Championship | Championship | Championship | FA Cup   | FA Cup | FA Cup      | FA Cup     | Football League Cup | Football League Cup | Football League Cup | Football League Cup | Totale   | Totale | Totale      | Totale     |
| Giocatore       | Presenze     | Reti         | Ammonizioni  | Espulsioni   | Presenze | Reti   | Ammonizioni | Espulsioni | Presenze            | Reti                | Ammonizioni         | Espulsioni          | Presenze | Reti   | Ammonizioni | Espulsioni |
| --------------- | ------------ | ------------ | ------------ | ------------ | -------- | ------ | ----------- | ---------- | ------------------- | ------------------- | ------------------- | ------------------- | -------- | ------ | ----------- | ---------- |
| K. Darlow       | 42           | 0            | 1            | 0            | 0        | 0      | 0           | 0          | 2                   | 0                   | 0                   | 0                   | 44       | 0      | 1           | 0          |
| E. Lichaj       | 41           | 0            | 5            | 0            | 1        | 0      | 0           | 0          | 2                   | 0                   | 0                   | 0                   | 44       | 0      | 5           | 0          |
| D. Harding      | 8            | 0            | 0            | 0            | 0        | 0      | 0           | 0          | 2                   | 0                   | 0                   | 0                   | 10       | 0      | 0           | 0          |
| M. Mancienne    | 36           | 0            | 6            | 0            | 0        | 0      | 0           | 0          | 2                   | 0                   | 0                   | 1                   | 38       | 0      | 6           | 1          |
| D. Collins      | 8            | 1            | 0            | 0            | 0        | 0      | 0           | 0          | 0                   | 0                   | 0                   | 0                   | 8        | 1      | 0           | 0          |
| K. Wilson       | 23           | 0            | 2            | 2            | 1        | 0      | 0           | 0          | 1                   | 0                   | 0                   | 0                   | 25       | 0      | 2           | 2          |
| M. Fryatt       | 25           | 6            | 1            | 0            | 0        | 0      | 0           | 0          | 1                   | 0                   | 0                   | 0                   | 26       | 6      | 1           | 0          |
| C. Cohen        | 6            | 0            | 1            | 0            | 0        | 0      | 0           | 0          | 0                   | 0                   | 0                   | 0                   | 6        | 0      | 1           | 0          |
| B. Assombalonga | 29           | 15           | 2            | 1            | 1        | 0      | 1           | 0          | 2                   | 0                   | 0                   | 0                   | 32       | 15     | 3           | 1          |
| H. Lansbury     | 39           | 10           | 13           | 0            | 0        | 0      | 0           | 0          | 1                   | 1                   | 0                   | 0                   | 40       | 11     | 13          | 0          |
| A. Reid         | 6            | 0            | 1            | 0            | 0        | 0      | 0           | 0          | 0                   | 0                   | 0                   | 0                   | 6        | 0      | 1           | 0          |
| D. Fox          | 27           | 0            | 4            | 0            | 1        | 0      | 0           | 0          | 2                   | 0                   | 0                   | 0                   | 30       | 0      | 4           | 0          |
| L. Veldwijk     | 11           | 0            | 0            | 0            | 1        | 0      | 0           | 0          | 2                   | 0                   | 0                   | 0                   | 14       | 0      | 0           | 0          |
| J. Lascelles    | 26           | 1            | 6            | 0            | 0        | 0      | 0           | 0          | 2                   | 0                   | 0                   | 0                   | 28       | 1      | 6           | 0          |
| T. Kane         | 8            | 1            | 1            | 0            | 0        | 0      | 0           | 0          | 0                   | 0                   | 0                   | 0                   | 8        | 1      | 1           | 0          |
| J. Hunt         | 17           | 0            | 3            | 0            | 0        | 0      | 0           | 0          | 2                   | 0                   | 0                   | 0                   | 19       | 0      | 3           | 0          |
| M. Antonio      | 46           | 14           | 7            | 0            | 1        | 0      | 0           | 0          | 2                   | 1                   | 0                   | 0                   | 49       | 15     | 7           | 0          |
| T. Ince         | 6            | 0            | 1            | 0            | 0        | 0      | 0           | 0          | 0                   | 0                   | 0                   | 0                   | 6        | 0      | 1           | 0          |
| M. Barrow       | 4            | 0            | 0            | 0            | 0        | 0      | 0           | 0          | 0                   | 0                   | 0                   | 0                   | 4        | 0      | 0           | 0          |
| J. Paterson     | 21           | 1            | 1            | 1            | 1        | 0      | 0           | 0          | 3                   | 0                   | 0                   | 0                   | 25       | 1      | 1           | 1          |
| G. Gardner      | 18           | 4            | 3            | 0            | 0        | 0      | 0           | 0          | 0                   | 0                   | 0                   | 0                   | 18       | 4      | 3           | 0          |
| D. Blackstock   | 19           | 5            | 0            | 0            | 0        | 0      | 0           | 0          | 1                   | 0                   | 0                   | 0                   | 20       | 5      | 0           | 0          |
| D. Vaughan      | 13           | 0            | 3            | 0            | 1        | 0      | 0           | 0          | 1                   | 0                   | 0                   | 0                   | 15       | 0      | 3           | 0          |
| J. Hobbs        | 17           | 0            | 0            | 0            | 1        | 0      | 0           | 0          | 1                   | 0                   | 1                   | 0                   | 19       | 0      | 1           | 0          |
| C. Burke        | 41           | 6            | 2            | 0            | 1        | 0      | 1           | 0          | 2                   | 0                   | 0                   | 0                   | 44       | 6      | 3           | 0          |
| D. de Vries     | 4            | 0            | 0            | 0            | 1        | 0      | 0           | 0          | 1                   | 0                   | 0                   | 0                   | 6        | 0      | 0           | 0          |
| S. McLaughlin   | 6            | 0            | 0            | 0            | 1        | 0      | 0           | 0          | 2                   | 0                   | 0                   | 0                   | 9        | 0      | 0           | 0          |
| C. Akpom        | 7            | 0            | 0            | 0            | 0        | 0      | 0           | 0          | 0                   | 0                   | 0                   | 0                   | 7        | 0      | 0           | 0          |
| R. Tesche       | 22           | 2            | 4            | 0            | 1        | 0      | 0           | 0          | 2                   | 0                   | 0                   | 0                   | 25       | 2      | 4           | 0          |
| T. Walker       | 7            | 1            | 0            | 0            | 0        | 0      | 0           | 0          | 0                   | 0                   | 0                   | 0                   | 7        | 1      | 0           | 0          |
| O. Burke        | 2            | 0            | 0            | 0            | 0        | 0      | 0           | 0          | 1                   | 0                   | 0                   | 0                   | 3        | 0      | 0           | 0          |
| J. Grant        | 1            | 0            | 0            | 0            | 0        | 0      | 0           | 0          | 2                   | 1                   | 0                   | 0                   | 3        | 1      | 0           | 0          |
| B. Osborn       | 37           | 3            | 1            | 0            | 0        | 0      | 0           | 0          | 3                   | 0                   | 1                   | 0                   | 40       | 3      | 2           | 0          |

Fonte: (EN) Season Statistics, su nottinghamforest.co.uk, Nottingham Forest F.C, 2 maggio 2015. URL consultato l'11 maggio 2016.